# الدوري الأمريكي لكرة السلة للمحترفين 1949–50
الدوري الأمريكي لكرة السلة للمحترفين 1949–50 (بالإنجليزية: 1949–50 NBA season)‏ هو موسم من الرابطة الوطنية لكرة السلة. أقيم خلال الفترة 29 أكتوبر 1949 وحتى 23 أبريل 1950، وأشرف على تنظيمه الرابطة الوطنية لكرة السلة، وفاز فيه لوس أنجلوس ليكرز.